# سبزقبای کاکل‌حنایی
سبزقبای کاکل‌حنایی (نام علمی: Coracias naevia) نام یک گونه از سرده سبزقباهای رنگین است.